# Marcus Mølvadgaard
Marcus Michael Mølvadgaard (3 agosto 1999) è un calciatore danese, attaccante del Locri.

## Carriera

### Club
Mølvadgaard è cresciuto nelle giovanili del Langå, per entrare poi in quelle del Randers. Il 5 agosto 2016 ha esordito in Superligaen con questa maglia, subentrando a Viktor Lundberg nella vittoria casalinga per 1-0 sull'Horsens. Il 15 novembre 2016 ha firmato il primo contratto professionistico con il Randers, a cui si è legato per tre anni.
Il 18 agosto 2017 ha segnato la prima rete nella massima divisione locale, in occasione del pareggio casalingo per 1-1 arrivato contro il Silkeborg.
Il 31 gennaio 2019 è passato allo Hvidovre con la formula del prestito. Il 3 marzo ha pertanto potuto giocare la prima partita con questa casacca, quando ha sostituito Kim Aabech nella sconfitta interna per 0-1 subita contro il Lyngby. Il 10 marzo successivo ha trovato il primo gol, nella vittoria arrivata col punteggio di 0-2 sul campo del Viborg.
Terminato il prestito, ha fatto ritorno al Randers; il 2 settembre 2019 ha rescisso il contratto che lo legava al club, restando svincolato.
Il 4 febbraio 2020 ha firmato un accordo triennale con i norvegesi dello Strømsgodset. Il 27 ottobre successivo ha rescisso il contratto con il club, per ragioni famigliari.

### Nazionale
Mølvadgaard ha rappresentato la Danimarca a livello Under-16 e Under-18.

## Statistiche

### Presenze e reti nei club
Statistiche aggiornate al 27 ottobre 2020.
| Stagione        | Squadra         | Campionato      | Campionato | Campionato | Coppe nazionali | Coppe nazionali | Coppe nazionali | Coppe continentali | Coppe continentali | Coppe continentali | Altre coppe | Altre coppe | Altre coppe | Totale | Totale | Totale |
| Stagione        | Squadra         | Comp            | Pres       | Reti       | Comp            | Pres            | Reti            | Comp               | Pres               | Reti               | Comp        | Pres        | Reti        | Pres   | Reti   |        |
| --------------- | --------------- | --------------- | ---------- | ---------- | --------------- | --------------- | --------------- | ------------------ | ------------------ | ------------------ | ----------- | ----------- | ----------- | ------ | ------ | ------ |
| 2015-2016       | Randers         | SL              | 0          | 0          | CD              | 0               | 0               | -                  | -                  | -                  | -           | -           | -           | 0      | 0      |        |
| 2016-2017       | Randers         | SL              | 6          | 0          | CD              | 1               | 0               | -                  | -                  | -                  | -           | -           | -           | 7      | 0      |        |
| 2017-2018       | Randers         | SL              | 16         | 1          | CD              | 4               | 3               | -                  | -                  | -                  | -           | -           | -           | 20     | 4      |        |
| 2018-gen. 2019  | Randers         | SL              | 4          | 0          | CD              | 0               | 0               | -                  | -                  | -                  | -           | -           | -           | 4      | 0      |        |
| Totale Randers  | Totale Randers  | Totale Randers  | 26         | 1          |                 | 5               | 3               |                    | -                  | -                  |             | -           | -           | 31     | 4      |        |
| gen.-giu. 2019  | Hvidovre        | 1D              | 12         | 1          | CD              | -               | -               | -                  | -                  | -                  | -           | -           | -           | 12     | 1      |        |
| feb.-ott. 2020  | Strømsgodset    | ES              | 18         | 1          | -               | -               | -               | -                  | -                  | -                  | -           | -           | -           | 18     | 1      |        |
| Totale carriera | Totale carriera | Totale carriera | 56         | 3          |                 | 5               | 3               |                    | -                  | -                  |             | -           | -           | 61     | 6      |        |